# Mosteiro de Farneta
O Mosteiro de Farneta (em italiano:  Certosa di Farneta - é mosteiro dos monges  Cartuxos, situado em Lucca na Toscana, Itália.
Como todos os mosteiros dos cartuxos, a abadia não se pode visitar. 

## História
Um primeiro núcleo construído em meados do século XIV foi modificado no  século XVII; no início dos anos 1900 foi altamente modificada para hospedar a comunidade da Grande Chartreuse de França que havia fugido da ocupação nazi.
A igreja, que foi consagrada em 1358, mostra alterações dos anos 1600. A decoração pictural com frescos de Stefano Cassiani, conhecido por Certosino, recobre toda as paredes; um grande quadro encerra a Descida do Espirito Santo  .

## Edifícios
Defronte da igreja encontra-se um pequeno claustro e a sala do capítulo, onde se encontra conservada uma Anunciação seiscentista. Em volta do Grande Claustro encontram-se as celas dos monges .

## Imagens

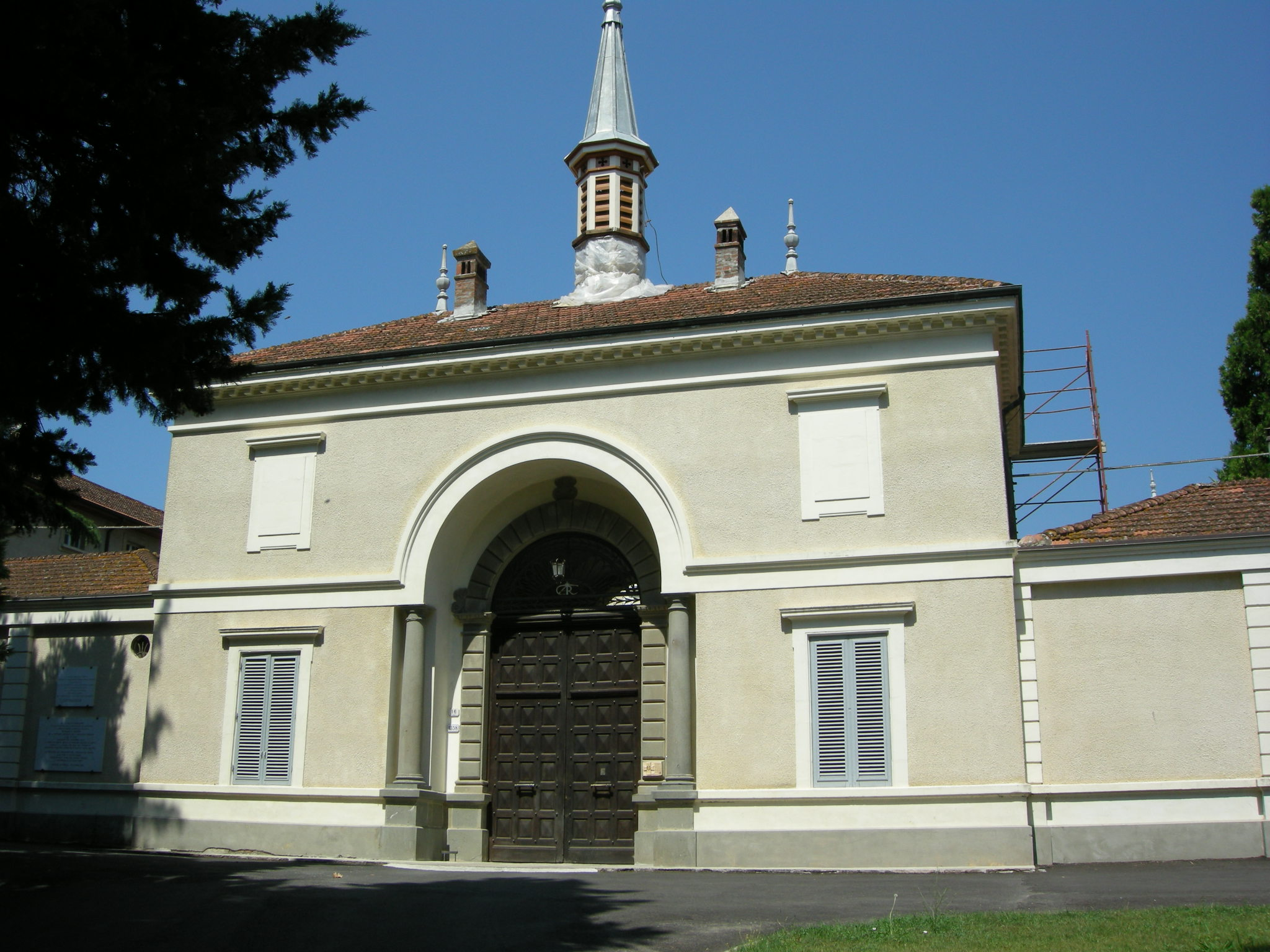
A Entrada
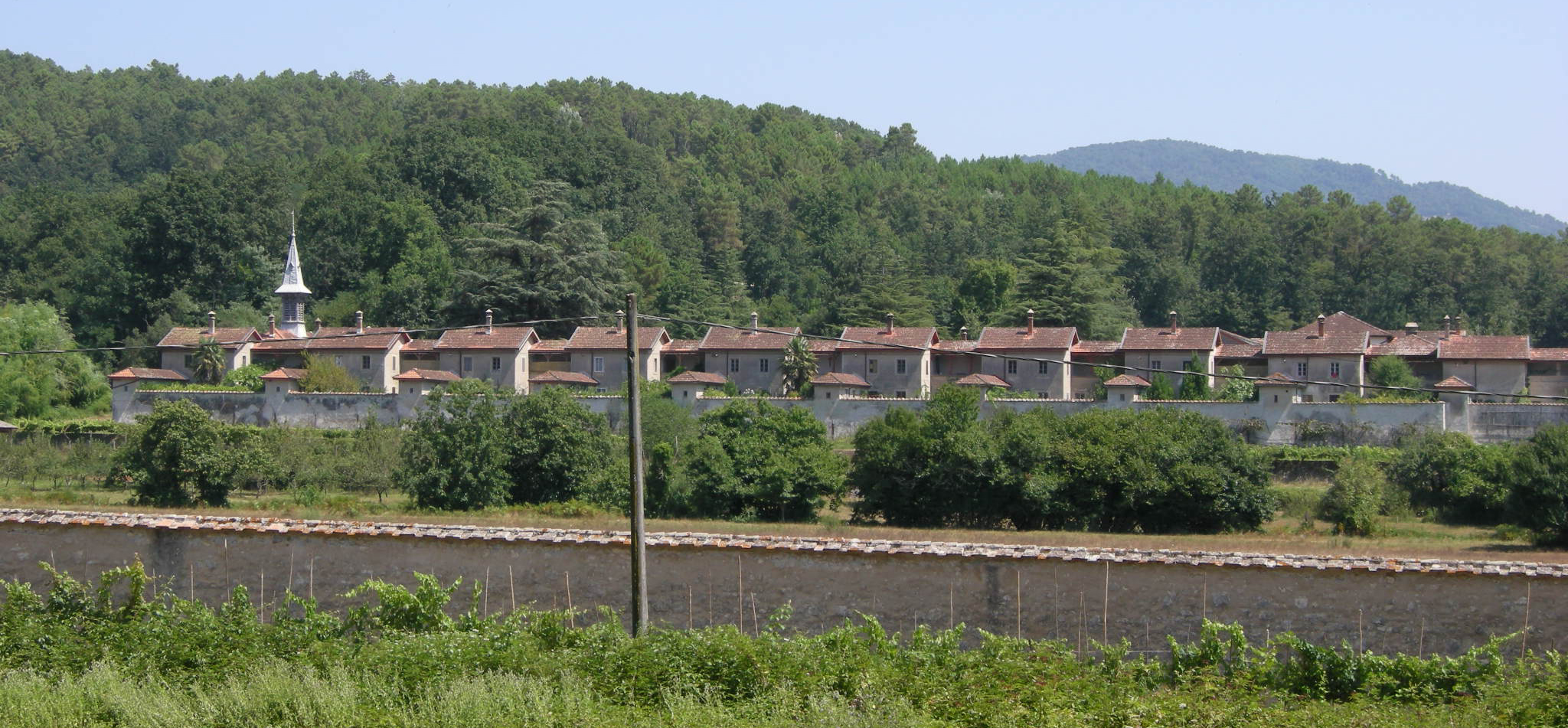
As celas dos monges
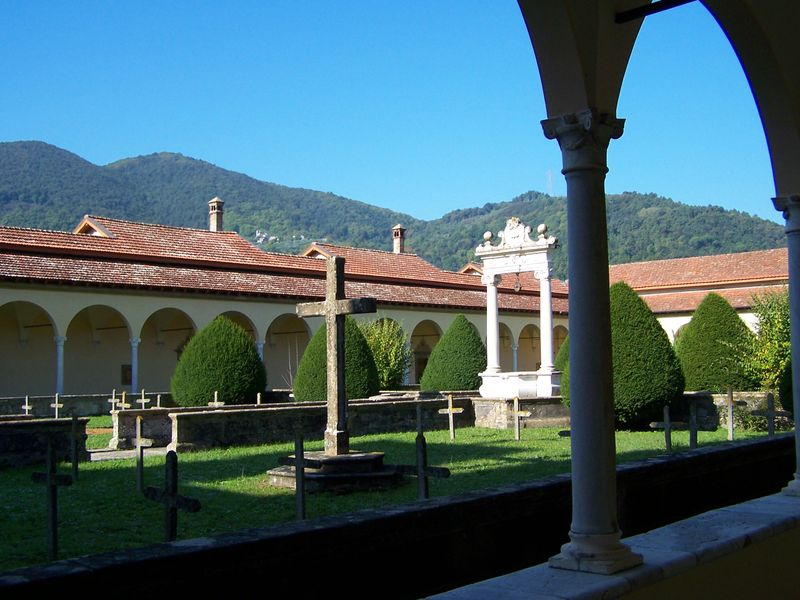
O claustro